# Rally Japan
Rally Japan är en deltävling i rally-VM med bas i Aichi prefektur, runt storstaden Nagoya. Tävlingen går på asfalt.
Tävlingen gick tidigare på grus och hade bas i Sapporo på den nordliga ön Hokkaido.

## Första upplagan på Hokkaido
Rallyt kördes uteslutande på grusvägar och hölls första gången 2002 under namnet Rally Hokkaido, som en del av Asia-Pacificmästerskapet. 

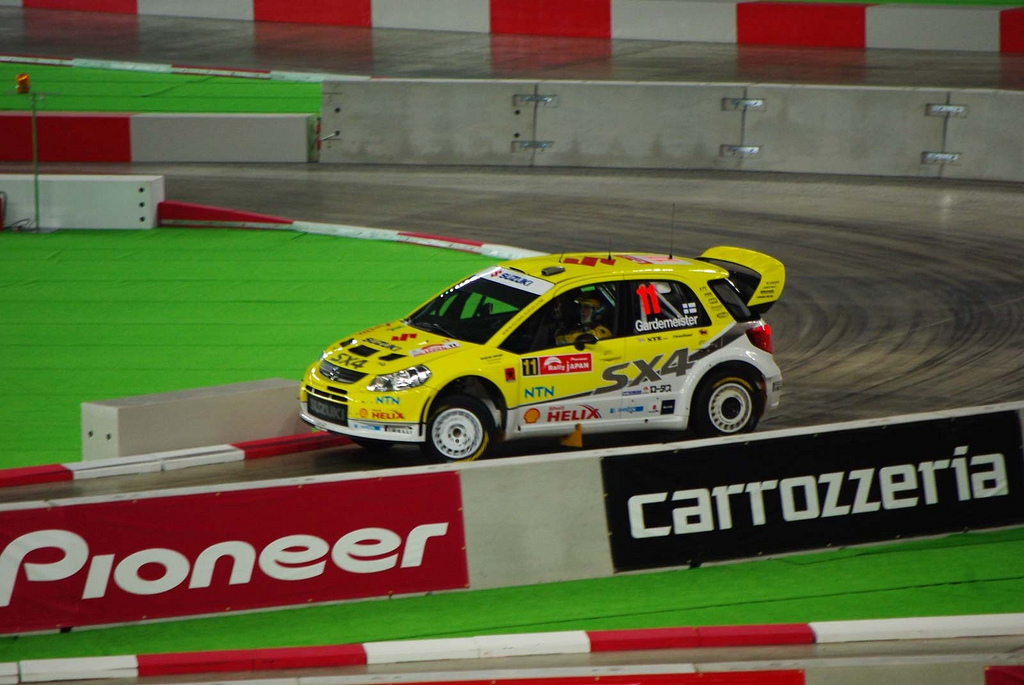
Toni Gardemeister i sin Suzuki SX4 WRC (som bara kördes 2008) i Sapporo Dome under Rally Japan 2008.

Efter två upplagor bytte rallyt namn till Rally Japan och fick en plats på VM-kalendern för säsongen 2004 och hade då sin bas i Obihiro på Hokkaido.
Petter Solberg vann den första upplagan ingående i rally-VM 2004.
Inför 2008 års upplaga flyttades basen till Sapporo, med bland annat en superspecialsträcka inuti Sapporo Dome.
2009 var tävlingen inte med på kalendern, men återkom en sista gång 2010. 

## Återkomst till Rally-VM (WRC)
Under 2017 började rykten cirkulera om en återkomst för Rally Japan efter påtryckningar från Toyota som kom in i mästerskapet 2017, efter 18 års frånvaro. Det kördes en lyckad provtävling (kandidattävling) i november 2018, denna gång ett renodlat asfaltsrally, under namnet Shinshiro Rally med bas i Shinshiro utanför Nagoya, som lockade över 55 000 åskådare. Tävlingen var inräknad i WRC-kalendern för 2019, men lämnades utanför i sista sekunden för att inte öka antalet tävlingar från 15 till 16.
Istället anordnades en ny kandidattävling i november 2019 med namnet Central Rally Aichi med bas i Nagakute strax utanför Nagoya.
Under 2022 års säsong kunde tävlingen arrangeras som en del av Rally-VM för första gången på 12 år. Tävlingens bas var i staden Toyota utanför Nagoya. Tävlingen agerade säsongsfinal och vanns av belgaren Thierry Neuville.

## Vinnare av Rally Japan
| År        | Vinnare                           | Bil                     |                |
| --------- | --------------------------------- | ----------------------- | -------------- |
| 2024      | Elfyn Evans Scott Martin          | Toyota GR Yaris Rally1  |                |
| 2023      | Elfyn Evans Scott Martin          | Toyota GR Yaris Rally1  |                |
| 2022      | Thierry Neuville Martijn Wydaeghe | Hyundai i20 WRC         |                |
| 2011-2021 | Inget VM-rally                    | Inget VM-rally          | Inget VM-rally |
| 2010      | Sébastien Ogier Julien Ingrassia  | Citroën C4 WRC          |                |
| 2009      | Inget VM-rally                    | Inget VM-rally          | Inget VM-rally |
| 2008      | Mikko Hirvonen Jarmo Lehtinen     | Ford Focus RS WRC 08    |                |
| 2007      | Mikko Hirvonen Jarmo Lehtinen     | Ford Focus RS WRC 07    |                |
| 2006      | Sébastien Loeb Daniel Elena       | Citroën Xsara WRC       |                |
| 2005      | Marcus Grönholm Timo Rautiainen   | Peugeot 307 CC WRC      |                |
| 2004      | Petter Solberg Phil Mills         | Subaru Impreza WRC 2004 |                |